# هایبرنیت (جاوا)

لوگوی هایبرنیت.

هایبرنیت (به انگلیسی: Hibernate) یک کتابخانه نگاشت شی-رابطه ای (object-relational mapping) برای زبان جاوا است که چارچوبی را برای نگاشت یک شی به یک پایگاه داده رابطه‌ای فراهم می‌آورد.
هایبرنیت نرم‌افزاری آزاد است که تحت مجوز GNU Lesser General Public توزیع می‌شود.
کاربرد اصلی هایبرنیت نگاشت یک کلاس جاوا به یک جدول در پایگاه داده است. هایبرنیت همچنین ابزاری را برای بازیابی داده‌ها فراهم می‌آورد. هایبرنیت کمک می‌کند یک برنامه‌نویس بدون استفاده مستقیم از دستورات مربوط به پایگاه داده با آن رابطه برقرار و شی‌ها را بازیابی، ذخیره یا به روزرسانی کند.
هایبرنیت به هیچ وجه جایگزین رابط پایگاه داده جاوا (JDBC) نمی‌شود بلکه یک لایه بالاتر از و مبتنی بر ان است در واقع هایبرنیت رابطی است که به برنامه نویسان کمک می‌کند، بدون درگیر شدن با جزئیات یک پایگاه داده، تمام اعمال مربوط به ذخیره و بازیابی اشیا را مستقل از نوع پایگاه داده انجام دهند.

## پایستاری
هایبرنیت ابزار ذخیره اشیا جاوا را به‌طور شفاف فراهم آورده است. روابط بین اشیا از هر نوعی از جمله یک به یک و چند به چند هم توسط هایبرنیت پشتیبانی می‌شود. هایبرنیت قابلیت ذخیره و بازیابی مجموعه‌ها و گروه‌های داده در جاوا که معمولاً در Set یا List ذخیره می‌شود، را نیز دارد. هایبرنیت قابلیت بارگیری تنبلانه مجموعه‌های مرتبط با یک شی خاص را دارد. این، رفتار پیش‌فرض در هایبرنیت ۳ است.

## پیکره بندی و نگاشت
نگاشت کلاس‌های جاوا به جدولهای پایگاه داده به کمک یک یا چند فایل پیکره بندی با فرمت XML یا از طریق حاشیه نویسی جاوا انجام می‌شود. این فایل‌ها مشخص می‌کند هر عضو یک کلاس چگونه در جدول مربوط ذخیره شود.
علاوه بر این فایل‌ها، برای پیکره بندی خود هایبرنیت نیاز به یک فایل پیکره بندی اصلی است. برخی از متغیرهایی که می‌توان در این فایل پیکره بندی (با نام پیش‌فرض hibernate.cfg.xml) مشخص کرد عبارتند از:
- hibernate.connection.driver_class- درایور مختص پایگاه داده که معمولاً با پسوند jar وجود دارد.
- hibernate.connection.url- آدرس سرور پایگاه داده
- hibernate.connection.username- نام کاربری برای ورود به پایگاه داده
- hibernate.connection.password- رمز ورود به پایگاه داده

امکان ترکیب همه اطلاعات مربوط به نگاشت کلاس‌ها و اطلاعات پیکره بندی هایبرنیت در یک فایل نیز وجود دارد.

## کلاس‌ها و رابط‌های اصلی
- رابط Session: اصلی‌ترین رابط برای ذخیره، بازیابی یا به روزرسانی یک شی. برای انجام تمام اعمال هایبرنیت نیاز به یک شی از این نوع داریم.
- رابط SessionFactory: یک برنامه مبتنی بر هایبرنیت برای تولید یک Session از SessionFactory استفاده می‌کند. به‌طور معمول برای کار با یک پایگاه داده تنها نیاز به یک SessionFactory است که از ان برای تولید هر تعداد Session استفاده می‌شود. از فایل پیکره بندی یا حاشیه‌نویسی جاوا برای تولید یک SessionFactory از استفاده می‌کنیم. در کد زیر از فایل پیکره بندی hibernate.cfg.xml موجود در پوشه ریشه پروژه برای تولید یک SessionFactory استفاده می‌کنیم:

```
SessionFactory
 
factory
 
=
 
new
 
Configuration
().
configure
().
buildSessionFactory
();

//or

SessionFactory
 
factory
 
=
 
new
 
Configuration
().
configure
(
“
hibernate
.
cfg
.
xml
”
).
buildSessionFactory
();

```

برای تولید Session از این SessionFactory:
```
Session
 
session
=
factory
.
openSession
();

```

## زبان پرس جوی هایبرنیت (HQL)
هایبرنیت قابلیت اجرای دستورات Sql را داراست با این حال برای راحتی بیشتر یک زبان شبیه Sql را با نام HQL پشتیبانی می‌کند. برای مثال دستور from Product تمام اشیا موجود در جدول مرتبط با کلاس Product در برنامه جاوا را برمی‌گرداند. معادل Sql این دستور Select * from product_table است. برای اجرای این دستور در یک برنامه در محیط جاوا استانداد کد زیر اجرا می‌شود:
```
SessionFactory
 
sessionFactory
 
=
 
new
 
Configuration
().
configure
().
buildSessionFactory
();

Session
 
session
=
sessionFactory
.
openSession
();

session
.
beginTransaction
();

Query
 
query
 
=
 
session
.
createQuery
(
"from Product”)

List results = query.list();

session.commitTransaction();

```

## یکپارچگی
هایبرنیت را هم در برنامه‌های استاندارد جاوا (Java SE) و هم در برنامه‌های سازمانی جاوا (Java EE) می‌توان استفاده کرد. همچنین می‌توان هایبرنیت را با برنامه‌های دیگر ترکیب کرد مثلاً شرکت آدوبی در نسخه ۹ برنامه ColdFusion خود از هایبرنیت استفاده کرده‌است.

## تاریخچه
گوین کینگ راهبری گروه نرم‌افزاری توسعه دهنده هایبرنیت را به عهده داشت. بعدها شرکت JBoss (که الان جزئی از شرکت ردهت است) تیم را خرید. در سال ۲۰۱۰ آخرین نسخه هایبرنیت شماره ۳ است. این نسخه شامل ویژگی‌های جدیدی مانند فیلترهای سلیقه‌ای و پشتیبانی از حاشیه‌نویسی جاوا ۵ است. در حال حاضر هایبرنیت پیاده‌سازی تأیید شده نسخه یکم Java persistence API است که با استاندارد JSR 220 JPA سازگاری کامل دارد.

## مثال

### نمونه فایل پیکره بندی هایبرنیت
```
<?xml version="1.0" encoding="UTF-8"?>

<!DOCTYPE hibernate-configuration PUBLIC 'PUBLIC:-//Hibernate/Hibernate Configuration DTD 3.0//EN' 'http://hibernate.sourceforge.net/hibernate-configuration-3.0.dtd'>

<hibernate-configuration>

    
<session-factory>

        
<property
 
name=
"hibernate.connection.driver_class"
 
>
org.hsqldb.jdbcDriver
</property>

        
<property
 
name=
"hibernate.connection.url"
 
>
jdbc:hsqldb:hsql://localhost
</property>

        
<property
 
name=
"hibernate.connection.username"
 
>
sa
</property>

        
<property
 
name=
"hibernate.dialect"
 
>
org.hibernate.dialect.HSQLDialect
</property>

        
<property
 
name=
 
"current_session_context_class"
>
thread
</property>

        
<property
 
name=
"hbm2ddl.auto"
>
create
</property>

        
<mapping
 
resource=
"mapProduct.xml"
/>

    
</session-factory>

</hibernate-configuration>

```

### نمونه کلاس جاوا
```
public
 
class
 
User
 
{

    
String
 
id
;

    
String
 
productName
;

    
public
 
User
(
String
 
id
,
 
String
 
productName
)
 
{

        
this
.
id
 
=
 
id
;

        
this
.
productName
 
=
 
productName
;

    
}

    
public
 
User
()
 
{

    
}

    
public
 
String
 
getId
()
 
{

        
return
 
id
;

    
}

    
public
 
void
 
setId
(
String
 
id
)
 
{

        
this
.
id
 
=
 
id
;

    
}

    
public
 
String
 
getProductName
()
 
{

        
return
 
productName
;

    
}

    
public
 
void
 
setProductName
 
(
String
 
productName
)
 
{

        
this
.
productName
=
 
productName
;

    
}

}

```

### نمونه فایل نگاشت
```
<?xml version="1.0" encoding="UTF-8"?>

<!DOCTYPE hibernate-mapping PUBLIC 'PUBLIC:-//Hibernate/Hibernate Mapping DTD 3.0//EN' 'http://hibernate.sourceforge.net/hibernate-mapping-3.0.dtd'>

<hibernate-mapping>

    
<class
 
name=
"Product"
 
table=
"product_table"
 
>

        
<id
 
name=
"id"
 
column=
"product_id"
  
type=
"string"
 
>

            
<generator
 
class=
"assigned"
 
></generator>

        
</id>

        
<property
 
name=
"productName"
 
column=
"product_name"
 
type=
"string"
 
/>

    
</class>

</hibernate-mapping>

```

### نمونه کد استفاده‌کننده
```
//

//create product object

//

Product
 
product
=
new
 
Product
(
12000
,
”
Computer
 
Monitor
”
);

//

//create session factory

//

SessionFactory
 
factory
=
 
new
 
Configuration
().
configure
().
buildSessionFactory
();

//

//get a session

//

Session
 
session
 
=
factory
.
getCurrentSession
();

//

//save a product in database

//

session
.
beginTransaction
();

session
 
save
(
product
);
//saved!

session
.
getTransaction
().
commit
();

//

//retrive first product with id 12000 from database

//

session
.
beginTransaction
();

Product
 
prod
 
=
 
(
Prodcut
)
 
session
.
createQuery
(
"from Product as productObj where prodcutObj.id=12000"
).
list
().
get
(
0
);

session
.
getTransaction
().
commit
();

```

## پیوند به خارج
- وب‌گاه هایبرنیت